# Intralichen lichenum
Intralichen lichenum är en lavart som först beskrevs av Diederich, och fick sitt nu gällande namn av D. Hawksw. & M.S. Cole 2002. Intralichen lichenum ingår i släktet Intralichen, divisionen sporsäcksvampar och riket svampar.   Inga underarter finns listade i Catalogue of Life.